# 3-osso-5beta-steroide 4-deidrogenasi
La 3-osso-5beta-steroide 4-deidrogenasi è un enzima appartenente alla classe delle ossidoreduttasi, che catalizza la seguente reazione:
un 3-osso-5β-steroide + accettore ⇄ a 3-osso-Δ4-steroide + accettore ridotto